# Bordolano
Bordolano (lombardul: Burdulan) település Olaszországban, Lombardia régióban, Cremona megyében. Lakosainak száma 551 fő (2023. január 1.). Bordolano Casalbuttano ed Uniti, Castelvisconti, Corte de’ Cortesi con Cignone és Quinzano d’Oglio községekkel határos.

## Népesség
A település népessége az elmúlt években az alábbi módon változott:
| Lakosok száma | 627  | 617  | 605  | 551  |
|               | 2013 | 2017 | 2018 | 2023 |